# Mammal Species of the World
Mammal Species of the World (engelsk for "Verdens pattedyrsarter") er et engelsksproget videnskabeligt zoologisk klassisk referenceværk som indeholder beskrivelser og bibliografiske data for alle kendte, nulevende arter af pattedyr. Værket er redigeret af Don E. Wilson og DeeAnn M. Reeder.
Den 3. udgave udkom i 2005. Den er udgivet i 2 bind med i alt 2.142 sider, og indeholder beskrivelser af 29 ordener og 5.416 arter. Der er fulde online versioner på Smithsonian Museum of Natural History og Bucknell Universitys hjemmesider, og en delvis online version på Google Books (se "Eksterne henvisninger" nedenfor).
En 4. udgave er under udarbejdelse.